# Carlo Emanuele Sardagna de Hohenstein
Carlo Emanuele Sardagna von Hohenstein (Trento, 20 marzo 1772 – Cremona, 12 gennaio 1840) è stato un arcivescovo cattolico italiano.

## Biografia
Nacque a Trento il 22 marzo 1772 da Giuseppe Carlo e da Perpetua Aloisia (Luisa) Pizzini. Proveniva da una famiglia di antica nobiltà cittadina (dal XIII secolo, e dal 1528 inseriti nella Matricola di Trento, proprietari del famoso Palazzo Sardagna): divenuto conte nel 1790, il padre aveva associato al suo cognome i predicati "von Hohenstein" (dal nome della montagna di Sardagna, di cui erano originari), "von Meanberg" (da Meano, villaggio che avevano in feudo), "Neuburg" (da quartiere Borgo Nuovo, dove risiedevano).
Nel 1786 iniziò i propri studi dapprima al ginnasio della città natale, per poi trasferirsi a Roma dove frequentò il Collegium Germanicum dal 1790 al 1796, ottenendo il dottorato in filosofia e teologia nel 1793, cogliendo in quello stesso anno l'occasione per recitare un'orazione appositamente scritta per il pontefice Pio VI in visita all'istituto. Il 7 dicembre 1797 venne ordinato sacerdote nella diocesi di Trento, esercitando quindi il ministero pastorale come coadiutore a Mezzocorona e poi parroco a Mori dal 1799.
Il 4 giugno 1802 venne eletto canonico della cattedrale di Trento, succedendo nella posizione a Francesco Felice degli Alberti d'Enno. Divenne vicario generale della diocesi dal 1810 al 1818 e vicario del capitolo dal 1818 al 1823, trovandosi ad amministrare personalmente la sede episcopale dopo la morte del vescovo Emanuele Maria Thun. In questi anni si adoperò largamente per migliorare la disciplina nei seminari della regione e migliorare l'accesso e la gestione degli studi, promuovendo la fondazione di case delle Canossiane per l'educazione delle fanciulle. Rieletto nuovamente alla carica di vicario generale nel 1823, venne nominato decano dello stesso capitolo dal 1827.
Il 28 febbraio 1831 venne nominato vescovo di Cremona, ricevendo la consacrazione episcopale nella stessa cattedrale di Trento il 10 aprile, facendo il proprio ingresso nella nuova diocesi il 12 maggio e rimanendo in carica sino al 10 novembre 1837 quando, gravato da una malattia, decise di dimettersi dall'incarico ricevuto.
Il 21 febbraio 1839 venne nominato arcivescovo titolare di Cesarea di Cappadocia e si ritirò a Somasca, sede della comunità dei Chierici regolari di Somasca, ove rimase sino al 16 aprile 1839 quando decise di trasferirsi a Rovereto ove venne accolto in casa della famiglia benestante dei Todeschi, abitazione dove spirò il 12 gennaio 1840.

## Genealogia episcopale
La genealogia episcopale è:
- Cardinale Scipione Rebiba
- Cardinale Giulio Antonio Santori
- Cardinale Girolamo Bernerio, O.P.
- Arcivescovo Galeazzo Sanvitale
- Cardinale Ludovico Ludovisi
- Cardinale Luigi Caetani
- Cardinale Ulderico Carpegna
- Cardinale Paluzzo Paluzzi Altieri degli Albertoni
- Cardinale Flavio Chigi
- Papa Clemente XII
- Cardinale Giovanni Antonio Guadagni, O.C.D.
- Cardinale Cristoforo Migazzi
- Arcivescovo Michael Léopold Brigido
- Arcivescovo Sigismund Anton von Hohenwart, S.I.
- Arcivescovo Augustin Johann Joseph Gruber
- Arcivescovo Francesco Saverio Luschin
- Arcivescovo Carlo Emanuele Sardagna de Hohenstein